# Kanivske (Lîsohirka), Zaporijjea
Kanivske (în ucraineană Канівське) este un sat în comuna Lîsohirka din raionul Zaporijjea, regiunea Zaporijjea, Ucraina.

## Demografie
Componența lingvistică a localității Kanivske
     Ucraineană (85,4%)
     Rusă (14,6%)
Conform recensământului din 2001, majoritatea populației localității Kanivske era vorbitoare de ucraineană (85,4%), existând în minoritate și vorbitori de rusă (14,6%).